# Alexander Henry Rhind
Alexander Henry Rhind (Wick, 26 luglio 1833 – 3 luglio 1863) è stato un antiquario ed egittologo britannico.

## Biografia
Nato a Wick, nelle Highlands scozzesi, il 26 luglio 1833, Rhind studiò presso l'Università di Edimburgo. Sofferente ai polmoni, viaggiò in Egitto (come era comune tra i ricchi europei del tempo) dove fu affascinato dall'antica cultura e dalle antichità di quella nazione.
Raccolse materiale per il proprio libro intitolato "Thebes, its Tombs and their Tenants", pubblicato nel 1862. Scrittore prolifico con uno stile di ricerca metodica, per tutta la sua permanenza in Egitto dovette affrontare i suoi problemi di salute.
Tra gli oggetti raccolti ci fu il papiro di Rhind, noto anche come papiro di Ahmes dal nome dello scriba egizio che lo creò. Rhind lo acquistò nel 1858 trasferendolo al British Museum nel 1863, così come fece per il similare "Rotolo matematico egiziano in pelle". Entrambi sono trattati matematici, ed entrambi furono comprati presso il mercato di Luxor, probabilmente rubati in precedenza dal Ramesseum. Quando anni dopo furono chimicamente srotolati e decodificati, dimostrarono che gli Egizi avevano calcolato il valore del π in 3,1605, con un errore di meno dell'1%.
Fu descritto come "giovane eroe", l'unica "luce brillante di metodologia archeologica e conoscenza" a metà del XIX secolo, che mappò l'esatta ubicazione degli artefatti e le loro relazioni, prima persona a farlo.
Rhind morì nel sonno all'età di 30 anni. Lasciò in eredità la sua biblioteca di 1600 volumi alla Society of Antiquaries of Scotland per finanziare un corso di insegnamenti, e le prestigiose Rhind Lectures che si tengono presso la Society ne commemorano il nome. Rhind lasciò una parte delle sue proprietà a Sibster, Caithness, per poter essere usate per questo proposito, una volta scomparse le persone che avevano beneficiato della sua eredità. Questo avvenne nel 1874, 11 anni dopo la sua morte.

## Pubblicazioni

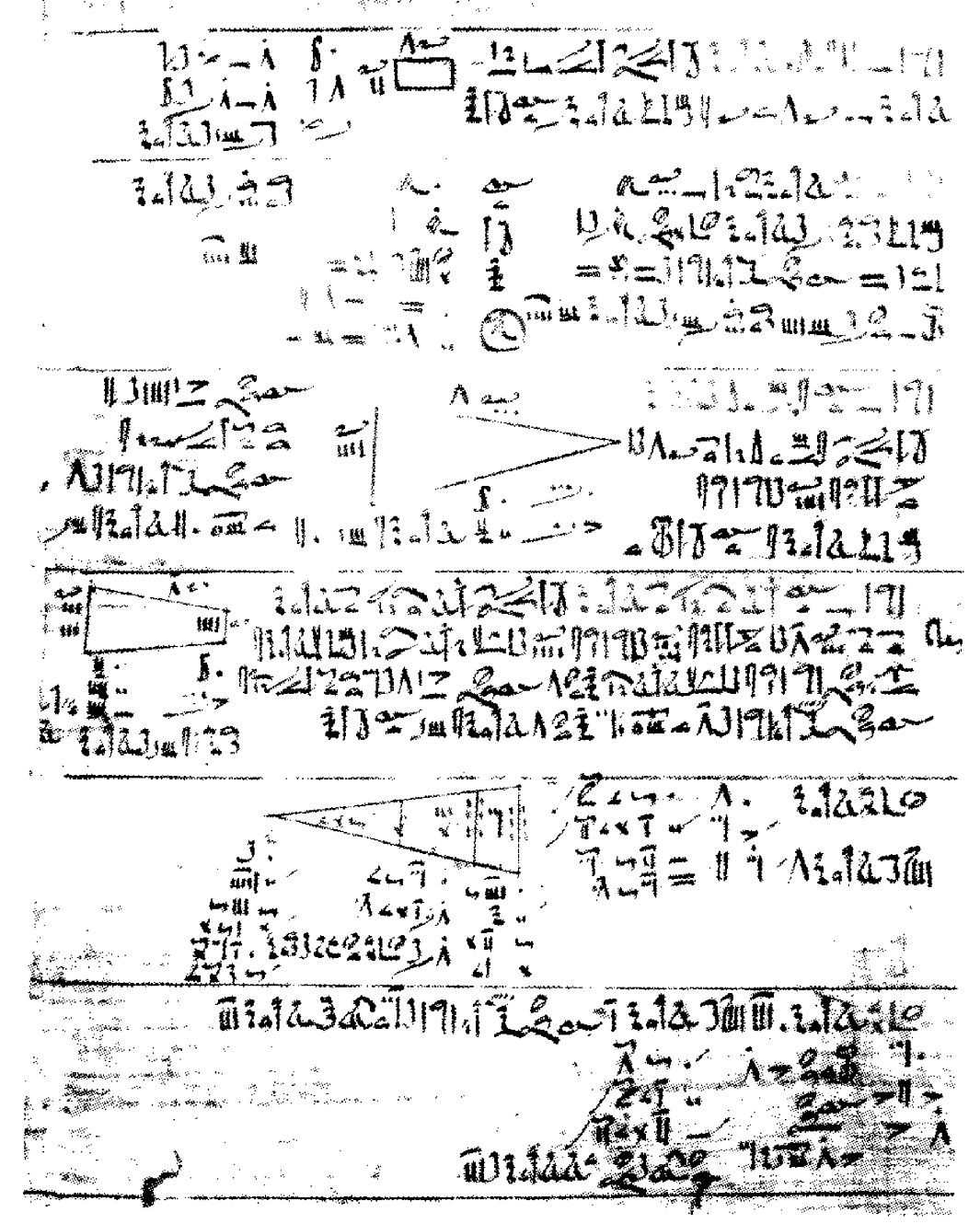
Il papiro di Rhind

- British Archæology, its progress and demands
- Facsimiles of two papyri found in a tomb at Thebes with a translation by Samuel Birch and an account of their discovery
- Law of treasure-trove : how can it be best adapted to accomplish useful results?
- Thebes : its tombs and their tenants, ancient and present